# Lino Babboni
Lino Babboni (fl. XX secolo) è stato un calciatore italiano, di ruolo difensore. Era noto come Babboni III per distinguerlo dai fratelli Achille (Babboni I) e Giovanni Battista (Babboni II).

## Biografia
Insieme ai fratelli Achille e Giovanni Battista, è nel 1913 tra i fondatori e primi giocatori del Vado Football Club. Lasciò l'Italia per trasferirsi in California.

## Carriera
Babboni è tra i fondatori del Vado Football Club ed uno dei suoi primi giocatori. Nel 1922 partecipò con i rossoblu vadesi alla prima Coppa Italia, aggiudicandosi a sorpresa il titolo contro l'Udinese. Nello stesso anno si aggiudicarono il titolo di campioni liguri della Promozione 1921-1922, ottenendo il diritto, a seguito del Compromesso Colombo, di partecipare alla neonata Seconda Divisione la stagione seguente.

## Palmarès
- Coppa Italia:

Vado: 1922